# Gloeomucro
Gloeomucro is een geslacht van schimmels behorend tot de familie Hydnaceae. De typesoort is Gloeomucro nodosus.

## Soorten
Volgens Index Fungorum telt het geslacht 10 soorten (peildatum maart 2023):
| Soortnaam                | Auteur(s)                        | Publicatiejaar |
| ------------------------ | -------------------------------- | -------------- |
| Gloeomucro asahimontanus | (Kobayasi) R.H. Petersen         | 1980           |
| Gloeomucro chlorinus     | R.H. Petersen                    | 1980           |
| Gloeomucro dependens     | (Berk. & M.A. Curtis) P. Roberts | 2006           |
| Gloeomucro flavus        | (G.W. Martin) R.H. Petersen      | 1980           |
| Gloeomucro guianensis    | (Linder) R.H. Petersen           | 1980           |
| Gloeomucro limpidus      | (R. Heim) R.H. Petersen          | 1980           |
| Gloeomucro luteodiscus   | R.H. Petersen                    | 1985           |
| Gloeomucro nodosus       | (Linder) R.H. Petersen           | 1980           |
| Gloeomucro ventricosus   | R.H. Petersen                    | 1985           |
| Gloeomucro yakusimensis  | (Kobayasi) R.H. Petersen         | 1980           |